# Xita Rubert Castro
Xita Rubert Castro (Barcelona, 1996) és una escriptora catalana.
Filla del filòsof Xavier Rubert de Ventós i de la poeta gallega Luisa Castro, va néixer a Barcelona i va créixer a Galícia. Va començar a escriure en gallec i als 15 anys va rebre el premi literari Ánxel Casal en la modalitat de teatre. Després de començar els seus estudis de Literatura a la seva ciutat natal acabà llicenciant-se en Literatura i Filosofia per la Universitat de Warwick, després d'estades a universitats com La Sorbona. Es doctorà en Literatura comparada per la Universitat de Princeton, on ha impartit classes sobre les relacions entre literatura, filosofia i medicina. És germanastra de l’artista Gino Rubert i neboda de l’arquitecte Maria Rubert.
Ha escrit articles i ha impartit conferències sobre figures com Leonardo da Vinci o Clarice Lispector. Els seus treballs han vist la llum a mitjans com Iowa Literària, Cité Unie o l'Ateneu Barcelonès. Des de l'any 2017 treballa com a lectora editorial de llengües estrangeres per a Penguin Random House.
Després d'haver publicat relats en antologies com Patas de astracán i relats finalistes, el 2022, es va iniciar a la narrativa amb Mis días con los Kopp, la seva primera novel·la, publicada per Anagrama, una novel·la on es plantejen temes com la hipocresia de la vida social, l'art, la intel·lectualitat, la malaltia mental, l'ambigüitat de les relacions humanes, la perversió o allò impredictible, tot plegat amb un cert sentit filosòfic de la realitat.
Ha rebut guardons com l'Ànxel Casal, en la modalitat de teatre, o el Premi de Relats de la Cité International Universitaire de París, i ha estat finalista del Premi Ana María Matute de Relato. Ha obtingut la beca d'escriptura Montserrat Roig. El 2024, juntament amb l’escriptora xilena Cynthia Rimsky, va guanyar ex aequo la 42a edició del Premi Herralde de novel·la amb la obra Los hechos de Key Biscayne.